# Francorse
Le francorse ou francorsu désigne des termes d'origine corse ou à consonance corse dans l'expression écrite ou orale du français régional en Corse.
Le francorse est surtout parlé par les jeunes qui, de moins en moins parlent le corse et le détournent en utilisant des mots pour leurs communications entre eux. Le phénomène est pratiquement le même pour les jeunes français du continent qui utilisent des anglicismes dans leur langage.
Quelques exemples de phrases :
- « Oh ce baulu, je vais luis chaquer un cazzottu »
  - Traduction plus ou moins exacte : « oh cet imbécile je vais lui donner un coup de poing »
- « scusa mais tu es un vrai puttachjone »
  - Traduction plus ou moins exacte : « excuse-moi mais tu es une vraie concierge »
- « Tu roules à struncaggiavetta »
  - Traduction plus ou moins exacte : « tu roules à fond la caisse »
- « Se prendre une sbornia » : « se soûler, se prendre une cuite »
- « Avoir les oursins dans les poches » calque du Corse Avè i zinzi in stacca : « être radin »
- « Avoir le picchju » : « être fou » (picchju signifie pivert)